# VVS
|  | "V.V.S." omdirigerer hertil. V.V.S. har også en anden betydning, se Den Russiske Føderations Lufvåben. |
VVS er en forkortelse for ventilation, varme og sanitetsteknik.
Begrebet VVS dækker dog efterhånden over flere fag, uddannelser og arbejdsretninger.

## VVS som ingeniørteknisk begreb
I bygningsingeniør-branchen er VVS en bygningsingeniør, som arbejder med vand, varme, afløb og/eller ventilation i forskellig sammenhæng. En "VVS'er" har typisk tæt berøring med eller arbejder med CTS, energi, væskedynamik og flere andre fag.
I Danmark er VVS-Installatør en beskyttet titel, mens bygningsingeniør og VVS-ingeniør ikke er. 

## VVS som teknisk håndværksuddannelse
VVS-energiuddannelsen er en erhvervsfaglig, teknisk uddannelse, der udbydes af en række tekniske skoler.
Den tekniske erhvervsuddannelse varer typisk 4 år, afhængig af speciale. 
Der er fire specialer: 
1) VVS-Energispecialist, 
2) Ventilationstekniker, 
3) VVS-Installationstekniker
4) VVS og Blikkenslager.
Der er mulighed for at læse videre som VVS-Installatør/Ingeniør, bygningskonstruktør og energiteknolog på et af landets erhvervsakademier.
Det er muligt at blive "Autoriseret" ved at gennemgå en kontrol, som udføres af en række instanser, overvåget af Sikkerhedsstyrelsen.
Det er det faglige udvalg for vvs-energiuddannelsen, som står bag uddannelsen. Det faglige udvalg består af TEKNIQ og Blik-og Rørarbejderforbundet.
EVU-, El- og VVS-branchens uddannelser, er sekretariat for det faglige udvalg for vvs-energiuddannelsen.

## VVS som varegruppe
I byggemarkeder og lignende steder findes oftest en "VVS-afdeling", hvor der sælges rør, blandingsbatterier, sanitet etc., dvs. oftest ting som har forbindelse med vand.
Nogle dele af sortimentet må dog nogle steder kun monteres af en person med autorisation, fordi der kræves kendskab til materialer, komponenter og funktioner for at undgå skader på bygninger eller personer.